# Nikasil
Il Nikasil, chiamato anche Niquasil, Nicasil è una lega di nichel e silicio utilizzata per rivestire le canne dei cilindri in alcuni motori con monoblocco in alluminio, principalmente di propulsori per motociclette e per automobili. In alcuni casi viene utilizzato anche per motori con monoblocco in ghisa.

## Vantaggi e svantaggi
Il trattamento al NIKASIL per i motori a scoppio è un processo molto costoso e raffinato, che fornisce i seguenti vantaggi:
- Meno attriti tra le parti in movimento;
- Durata maggiore del motore;
- Regimi di rotazione più elevati;
- Eliminando le canne umide, il motore può essere aumentato di cilindrata senza cambiare il blocco motore, con la possibilità di aggiungere durevolezza al propulsore stesso.

Come svantaggio fondamentale c'è l'impossibilità di rettificare il motore.

## Utilizzo
Alcuni motori che utilizzano il Nikasil sono:
- Motore Porsche 912
- BMW M60 V8
- BMW M52 I6
- Jaguar AJ-V8
- Ferrari F50 V12
- Renault Clio II DCi 1.5
- Ford Puma 1.7
- Ducati V4